# Мусселиус, Александр Васильевич
Александр Васильевич (Вильгельмович) Мусселиус (1822—1892) — российский инженер-архитектор, работавший в Новгороде и Санкт-Петербурге.

## Биография
Родился в Нарве 15 (27) июля 1822 года; отец — нарвский городовой официал (прокурор), Вильгельм Иванович Мусселиус (1778—1848), мать — Амалия-Элиза (1799—1828). Брат генерал-лейтенанта Р. Б. Мусселиуса, родной дядя В. В. Мусселиуса.
В 1844 году окончил Петербургское строительное училище первым в выпуске с занесением имени на мраморную доску училища. В том же году был назначен губернским архитектором в Новгород, где служил до 1857 года. 
С 1857 году переведён на должность губернского архитектор Санкт-Петербурга, а с 1873 года — Санкт-Петербургского губернского инженера. За проект моста через реку Ижору был возведён в звание инженера-архитектора. Член-учредитель Санкт-Петербургского общества архитекторов (1870).
Действительный статский советник (1873). Имел награды: орден Святого Станислава 2-й (1863) и 1-й степени (1877), орден Святой Анны 2-й степени (1865), Орден Святого Владимира 3-й степени (1869), знак отличия беспорочной службы за XL лет.
Умер 31 января (12 февраля) 1892 года. Похоронен на кладбище Санкт-Петербургского новодевичьего монастыря вместе с сыном Александром (1854—1890).

## Проекты и постройки

### Новгород
- Здание Дворянского собрания (по проекту А. И. Штакеншнейдера). Площадь Победы — Софийская, 2 (1850—1852);
- Частные и церковные постройки в губернии[1].

### Санкт-Петербург и окрестности
- Доходный дом Ильинского. Синопская набережная, 38 (1860—1861)[3];
- Доходный дом Луковицкого (расширение). Фурштатская улица, 37 (1871)[3];
- Флигели. Проспект Римского-Корсакова, 81 (1872—1873)[3];
- Особняк С. А. Брянчаниновой (правая часть). Рижский проспект, 12 (1872, 1876)[3];
- Доходный дом. Английский проспект, 31 (1873)[3];
- Особняк Морозовой (изменение фасада). Шпалерная улица, 4 (1874; перестроен)[3];
- Доходный дом (левая часть). Улица Союза Печатников, 13—15 (1875; надстроен)[3];
- Собственный доходный дом (совместно с А. Ю. Новицким)[1]. Набережная реки Фонтанки, 108 (1880)[3];
- Здание почтовой станции. Улица Достоевского (не сохранилось)[1];
- Каменная церковь в Новой Ладоге[1].